# Catedral de Nuestra Señora (Forcalquier)
La antigua [con]catedral de Nuestra Señora o simplemente catedral de Forcalquier (en francés: Concathédrale Notre-Dame-du-Bourguet de Forcalquier) es una iglesia católica y un monumento nacional de Francia, situado en la ciudad de Forcalquier, Alpes-de-Haute-Provence.
Erigida en el siglo XII, la catedral de Forcalquier era una segunda sede del obispo de Sisteron, y por eso se conoce como concatedral. La nave, el coro, el crucero y el claustro datan de principios del siglo XIII, representando uno de los primeros ejemplos de estilo gótico en el sur de Francia. El campanario es del siglo XVI. La iglesia alberga un panel del «Triunfo de Cristo» de Pierre Mignard.
Esta catedral esta protegida como parte de una clasificación que la incluye como monumento histórico de Francia desde el 18 de abril de 1914.
La campana Maria-Sauvaterra pesa unos 1200 kg, y data de 1609. Los órganos con los cuenta la iglesia datan de 1630.
Entre 2008 y 2009, la cúpula del pequeño campanario fue reconstruida después de haber sido dañada por un rayo. El pararrayos se cambió y el reloj fue rehecho.

## Véase también

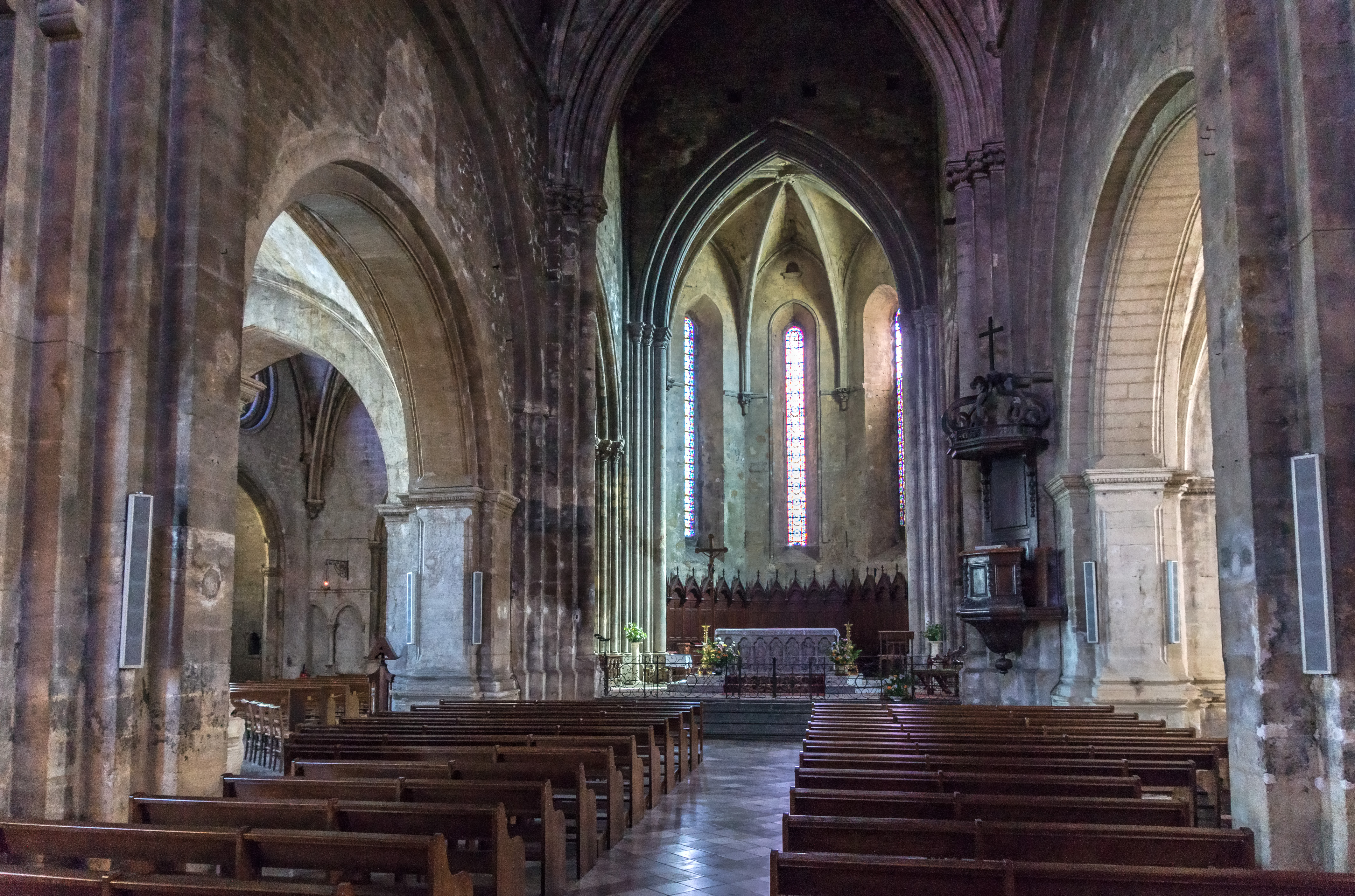
Vista interna